# Comunità di Primiero

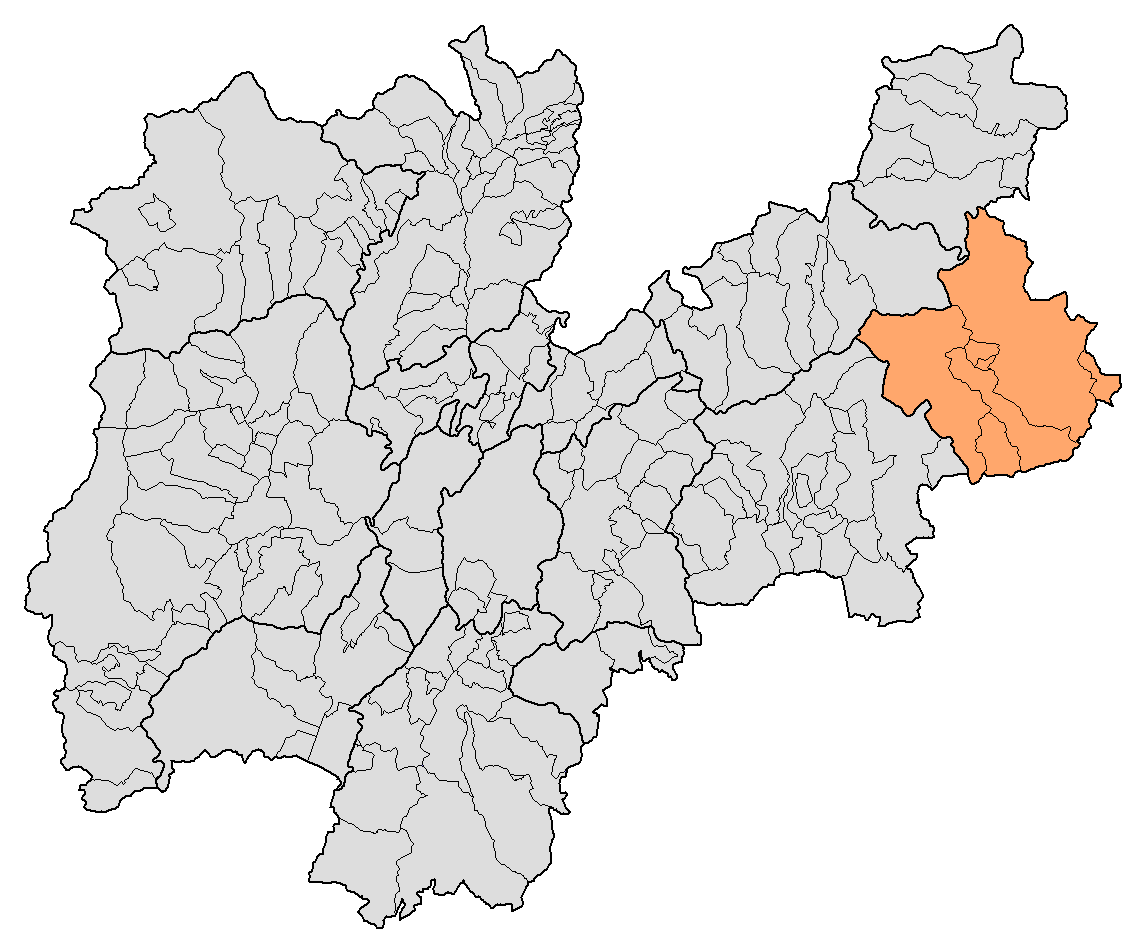
Lage der Comunità di Primiero in der Autonomen Provinz Trient

Die Comunità di Primiero (italienisch für Gemeinschaft des Primör) ist eine Talgemeinschaft der Autonomen Provinz Trient. Der Gemeindeverband hat seinen Verwaltungssitz in Primiero San Martino di Castrozza in der Fraktion Tonadico.

## Lage
Die im Osten des Trentino liegende Talgemeinschaft umfasst die Gemeinden entlang des Torrente Cismon im Primör, des Vanoi im gleichnamigen Tal und am Oberlauf des Mis östlich des Passo Cereda (1369 m s.l.m.). Darüber hinaus gehört zur Talgemeinschaft Primör auch das nördlich des Passo Rolle (1984 m s.l.m.) liegende Gebiet um den Stausee Paneveggio bis zum Passo Valles (2032 m s.l.m.). Hier im Nordosten grenzt sie ebenso an die zur Region Venetien gehörende Provinz Belluno, wie im Osten und Süden der Talgemeinschaft. An der Westgrenze bildet das Vanoi einen tiefen Einschnitt zwischen der nördlich liegenden Lagorai-Kette und dem südlich gelegenen Massiv der Cima d’Asta. Im Süden bildet das Südufer des zum Schenersee aufgestauten Cismon die Grenze zur Provinz Belluno. Im Osten verläuft die Grenze zu Venetien über den Hauptkamm der Palagruppe und der Vette Feltrine, die beide Teil des UNESCO-Welterbes Dolomiten sind. In der Palagruppe liegt mit der Cima di Vezzana 3192 m s.l.m. der höchste Punkt in der Comunità di Primiero. Die Talgemeinschaft hat eine Gesamtfläche von 413,39 km².

## Gemeinden der Comunità di Primiero
Zur Talgemeinschaft Primör gehören folgende fünf Gemeinden:
| Wappen | Gemeinde                          | Bevölkerung | Höhe   | Fläche | Lage |
| ------ | --------------------------------- | ----------- | ------ | ------ | ---- |
|        | Canal San Bovo                    | 1.458       | 758 m  | 125,68 | ⊙    |
|        | Imer                              | 1.178       | 670 m  | 27,73  | ⊙    |
|        | Mezzano                           | 1.585       | 640 m  | 48,89  | ⊙    |
|        | Primiero San Martino di Castrozza | 5.113       | 710 m  | 200,74 | ⊙    |
|        | Sagron Mis                        | 177         | 1062 m | 11,21  | ⊙    |

Bevölkerung (Stand 31. Dezember 2023)
Fläche in km²

## Schutzgebiete
In der Talgemeinschaft Primör befinden sich sieben Natura 2000 Schutzgebiete sowie 23 weitere kommunale Biotope, die von der Talgemeinschaft verwaltet werden. Ebenso liegt der Großteil des Naturparks Paneveggio – Pale di San Martino auf dem Gebiet der Territorialgemeinschaft Primör.